# Dungeness
Dungeness  is een landtong in het zuiden van Kent, grotendeels bestaand uit kiezelstrand. Het ligt bij de Romney Marsh. Dungeness is ook de naam van een kerncentrale en een buurtschap op de landtong. Op de landtong  staat de vuurtoren van Dungeness, die een veilige scheepvaart door het Nauw van Calais waarborgt.
Bij Dungeness vond de Slag bij de Singels (ook bekend als de Slag bij Dungeness) plaats, een zeeslag tijdens de Eerste Engels-Nederlandse Oorlog op 10 december 1652 bij Dungeness en de Shingles in Kent. 

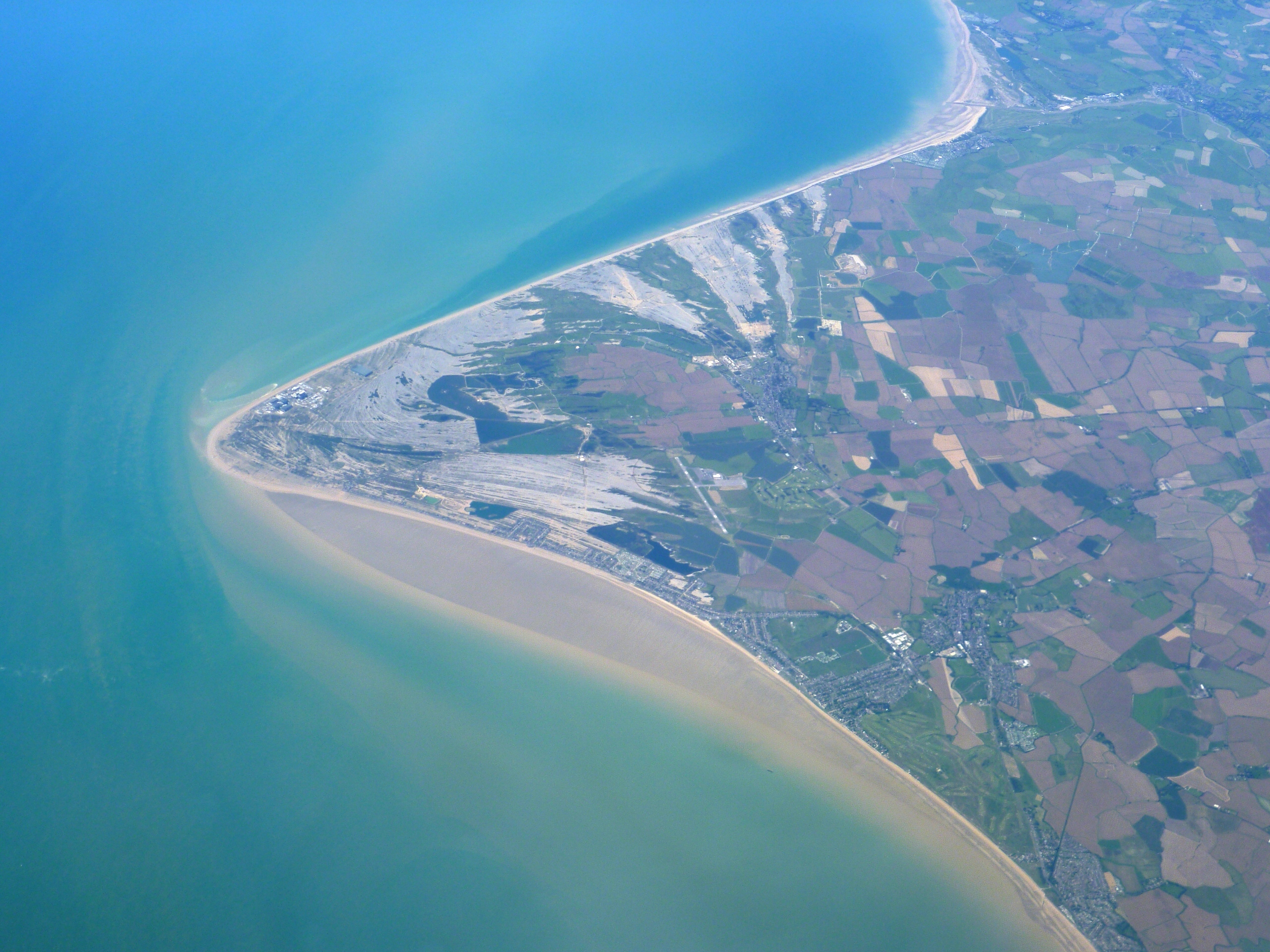
De landtong uit de lucht
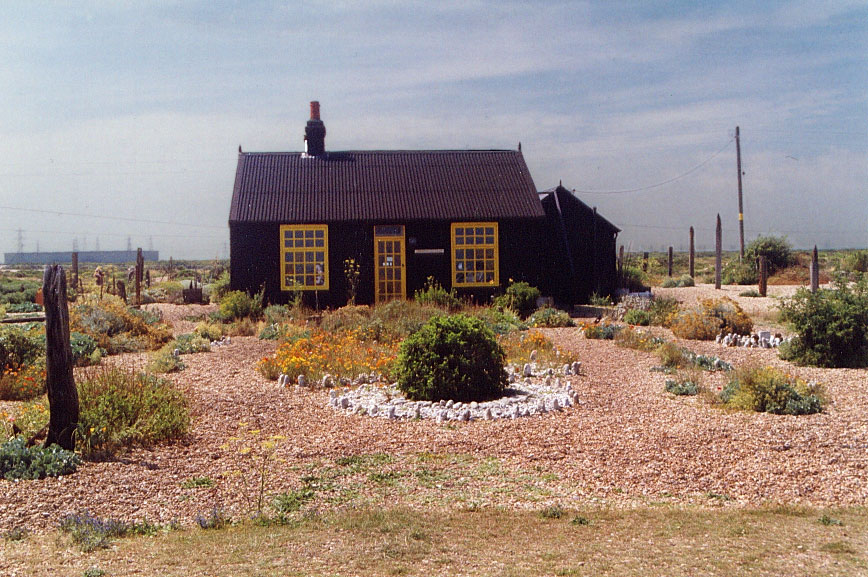
Prospect Cottage in Dungeness, het toevluchtsoord van Derek Jarman
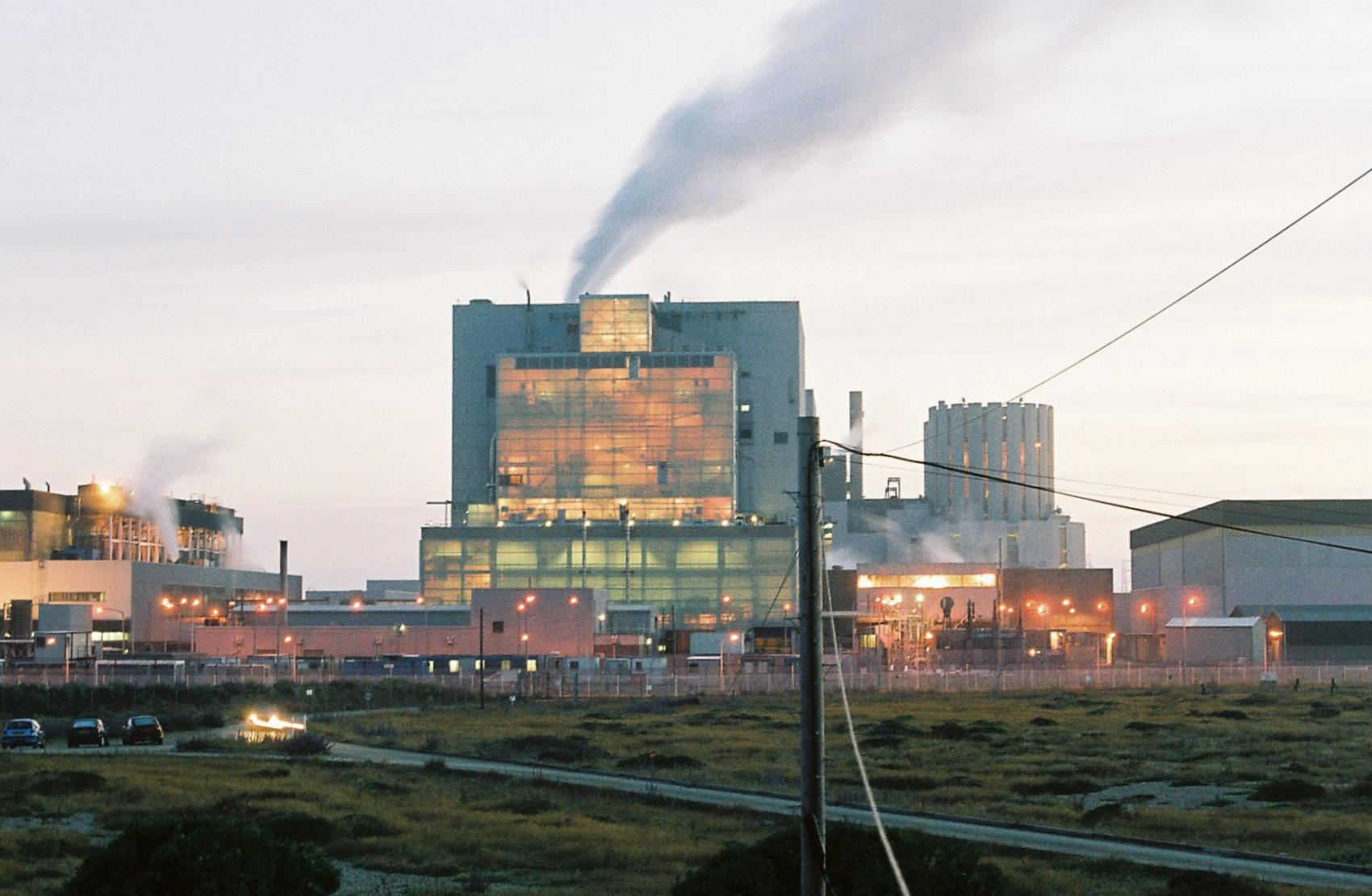
Kerncentrale Dungeness